# 六丁目のスパルタ寮母さんには、赤いバラのいれずみがあった!
『六丁目のスパルタ寮母さんには、赤いバラのいれずみがあった!』（ろくちょうめのスパルタりょうぼさんにはあかいバラのいれずみがあった）は、1976年9月11日から同年10月16日まで日本テレビ系列の『グランド劇場』で放送されたテレビドラマである。全5回。

## 概要
主人公・如月京子は右腕に赤いバラの入れ墨がある。京子の夫でやくざの元組長の次郎吉は府中刑務所で服役中。そんな京子が、うだつの上がらない18人の独身寮「ひぐらし寮」の寮生の面倒を見るホームコメディー。
「長いタイトルシリーズ」第5弾。そして京塚昌子唯一の『（土曜）グランド劇場』主演作。

## 出演者
- 如月京子：京塚昌子
- 如月次郎吉：西村晃 - 京子の夫
- 如月サヤカ：片平なぎさ - 京子の娘
- 五郎：田中健
- 二宮徳次郎：伴淳三郎 - ひぐらし寮の創設者
- 丸山亀吉：左とん平 - 丸山商事社長
- 一造：小鹿番 - ひぐらし寮の管理人
- 銀：森本レオ
- 優：下條アトム
ほか

## スタッフ
- 脚本：服部佳
- 演出：細野英延
- プロデューサー：早川恒夫

## 参考資料
- テレビドラマデータベース

| 日本テレビ系 グランド劇場                         | 日本テレビ系 グランド劇場                                  | 日本テレビ系 グランド劇場                                  |
| 前番組                                            | 番組名                                                     | 次番組                                                     |
| ------------------------------------------------- | ---------------------------------------------------------- | ---------------------------------------------------------- |
| 八丁目のダメ親父! カンナ・トンカチ・ キリキリ舞い | 六丁目のスパルタ寮母さんには、 赤いバラのいれずみがあった! | 七丁目の街角で、 家出娘と下駄バキ野郎の 奇妙な恋が芽生えた |